# Венгерская ассоциация национальной обороны
Венгерская ассоциация национальной обороны (венг. Magyar Országos Véderő Egylet; MOVE) — венгерская тоталитарная ультраправая консервативно-фундаменталистская и христианско-антисемитская военизированная организация межвоенного периода. Сыграла важную роль в свержении Советской республики и сопутствовавшем белом терроре. Являлась военно-политической оргструктурой венгерского фашистского движения и одной из первых фашистских организаций в мире.

## Революция и Ассоциация
MOVE возникла сразу после Революции астр, 15 ноября 1918. На первом собрании было представлено около тысячи венгерских офицеров. Устав был принят 30 ноября. Первым президентом Ассоциации стал генерал Дежё Мольнар.
Первоначально главной задачей Ассоциации было отстаивание социальных интересов венгерских военнослужащих бывшей австро-венгерской армии и беженцев с венгерских территорий, перешедших в состав других стран. Политически Ассоциация поддерживала революцию, видя в ней гарантию национальной независимости и шанс социальных преобразований.

С самого начала было ясно, что каждый достойный человек обязан всеми силами поддерживать Национальный совет. Грех контрреволюции не должен быть допускаем.

Миклош Козма

В конце 1918 — начале 1919 первые формирования Ассоциации участвовали в вооружённых столкновениях с румынскими войсками на спорных территориях Трансильвании. Политизация MOVE усиливалось по мере нарастания активности левых, а затем коммунистических сил. 19 января 1919 Ассоциацию возглавил радикально настроенный капитан Дьюла Гёмбёш. MOVE выступила с политическим заявлением, в котором подвергла резкой критике правительство графа Каройи за слабость и пассивность.

## Сегедский фашизм
Рубежом стало провозглашение коммунистами и левыми социал-демократами Советской республики. Кадровую основу MOVE составили активисты венгерского «белого движения», собравшиеся в Сегеде по призыву Миклоша Хорти. Лидером «сегедизма» являлся Дьюла Гёмбёш, его ближайшими соратниками — Ласло Эндре, Тибор Экхардт, Миклош Козма, Эндре Байчи-Жилински. Наибольшей последовательностью и жестокостью отличался Пал Пронаи. Вооружённые отряды MOVE сыграли важную роль в свержении советской республики. Они же послужили основой для воссоздания венгерской национальной армии.
В 1921 формирования MOVE во главе с Гёмбёшем и Козмой дали вооружённый отпор монархистам и пресекли попытку возвращения на венгерский престол Карла Габсбурга.

Казалось, что бывший король достигнет цели. М.Хорти оказался в чрезвычайно затруднительном положении. Среди его сторонников царила растерянность. Лишь когда экс-король со своей свитой и войсками фактически оказался на территории Будапешта, ему было оказано сопротивление. И то не при помощи войск. Капитану Дюла Гёмбёшу, близкому соратнику Хорти, буквально в последние минуты удалось спешно организовать и вооружить группу студентов университета, которые открыли огонь по карлистам.

MOVE принимала организационное участие в походе Гвардии оборванцев Пала Пронаи на Бургенланд и боях с австрийскими войсками за сохранение территории в составе Венгрии. Венгерские националисты категорически отказывались признавать Трианонский договор, выступали с позиций реваншизма, планировали возвращение утраченных территорий, дальнейшую экспансию и «мадьяризацию».
Доктринальной основой Ассоциации являлась «Сегедская идея» — одна из первых в истории разновидностей фашизма. Будучи крайними антикоммунистами, «сегедисты» негативно относились к консерватизму прежней элиты и выступали за «Третий путь». Они требовали земельной реформы, раздела крупных магнатских владений, конфискации банковских активов, выступали за корпоративное устройство промышленности. Эти установки, напоминали радикальный популизм итальянской фашистской партии и НСДАП. Сочетание таких требований с крайним национализмом и антикоммунизмом позволяет рассматривать MOVE как организацию раннефашистского характера.
Пал Пронаи начал криминальными методами претворять программу в жизнь, осуществляя рэкет крупного еврейского предпринимателя Лайоша Корнхаузера. Однако эти действия, как и радикализм MOVE в целом, были жёстко пресечёны консерватором Хорти.

## Развитие при хортистском режиме
14 мая 1930 в Будапеште состоялся съезд MOVE. Была конституирована структура, включавшая политическую организацию, вооружённые формирования, тайные оперативные службы, социальные объединения, культурные и спортивные клубы. Ассоциация продолжала оказывать материальную и социально-бытовую помощь отставным офицерам. Для этой цели выделялись государственные субсидии, расходованием которых распоряжался Гёмбёш. По всей стране была развёрнута сеть информаторов и пропагандистские центры MOVE.
Ассоциация являлась своеобразным связующим звеном между правящей элитой и правоориентированной частью венгерского общества, особенно джентрийскими элементами и широкими мелкособственническими слоями. Однако с самого начала 1920-х правящая верхушка во главе с регентом Хорти и главой правительства графом Бетленом стала выражать недовольство популистскими и криминальными тенденциями актива MOVE. Хорти жёстко потребовал от Гёмбёша отказа от «создания беспорядков».
Гёмбёш постепенно начал дистанцироваться от радикалов MOVE. В 1924 он создал Венгерскую партию национальной независимости (впоследствии — Партия защиты расы). С 1928 он полностью встал на хортистские позиции, отказавшись от крайне правой оппозиции. В 1932—1936 Дьюла Гёмбёш возглавлял правительство Венгрии. В его заявлениях звучали отголоски «Сегедской идеи», но практическая политика, особенно социально-экономическая, была довольно умеренной. MOVE заметно активизировалась при правительстве Кальмана Дараньи, но этот период продлился недолго.
В 1930-е годы Венгерская ассоциация национальной обороны создавала организационный и кадровый резерв для многочисленных фашистских и пронацистских организаций, вплоть до партии Скрещённые стрелы Ференца Салаши. MOVE существовала до 1945, когда была запрещена советской оккупационной администрацией. Здание её штаб-квартиры заняла левая Национальная крестьянская партия, а затем — Управление государственной безопасности.

## Наследие в современности
В ВНР Венгерская ассоциация национальной обороны официально рассматривалась как крайне реакционная враждебная организация. После падения коммунистического режима в 1989—1990 оценки несколько изменились, но в целом оставались негативными, поскольку MOVE являлась не только антикоммунистической, но и антидемократической организацией.
В то же время крайне правые политические силы современной Венгрии ориентируются на наследие MOVE. Идейное влияние сегедизма заметно в партии Йоббик, располагающей своим военизированным формированием — Венгерской гвардией.
В 2007 году ещё более радикальные правые активисты создали организацию, полностью повторившую название и идеологию — во главе новой MOVE стал тренер по каратэ Тамаш Эсеш, бывший боец французского Иностранного легиона. Ассоциация выдвигала в основном националистические антицыганские лозунги, формировала отряды боевиков. Возникли конфликты с «Йоббиком» за влияние на электорат, произошёл раскол. В ноябре 2011 Эсеш совершил самоубийство.